# Waarderingskamer
De Waarderingskamer is een zelfstandig Nederlands bestuursorgaan met een publiekrechtelijke rechtspersoonlijkheid. De politieke verantwoordelijkheid ligt bij de minister van Financiën. 
De gemeenten voeren de taxaties die in het kader van de Wet Waardering Onroerende Zaken (Wet WOZ) worden verricht uit. De waardegegevens worden door de gemeenten aan de waterschappen en de Belastingdienst geleverd. 
De Waarderingskamer houdt toezicht op deze werkzaamheden van gemeenten. 
De Wet WOZ regelt de waardering van onroerende zaken ten behoeve van belastingheffing door het rijk, de gemeenten en de waterschappen.
Onroerende zaken zijn woningen en andere gebouwen. Bezitters van een eigen woning hebben te maken met de WOZ-taxatie bij het betalen van belastingen. Maar ook voor bedrijfsruimten wordt belasting betaald gebaseerd op de WOZ-taxatie. Verder kan er ook sprake zijn van een WOZ-taxatie voor een tweede woning.